# Ellen DeGeneres
Ellen Lee DeGeneres (New Orleans, 26. siječnja 1958.), američka je komičarska, televizijska voditeljica, glumica, spisateljica i producentica.
DeGeneres se bavila stand-up komedijom. Nakon javne obznane svoje homoseksualnosti nije se bavila humorističnim nastupima. Nedugo potom ostvaruje karijeru bolju nego prije. Ima vlastitu televizijsku emisiju The Ellen DeGeneres Show, koja se prikazuje u SAD-u i u nekim drugim državama. 2007. i 2014. vodila je svečanost dodjele filmske nagrade Oscara. 

## Nagrade i nominacije
S animiranim filmom U potrazi za Nemom osvojila je nagradu Saturn za najbolju sporednu glumicu.

## Vanjske poveznice
- The Ellen DeGeneres Show  Arhivirana inačica izvorne stranice od 6. rujna 2012. (Wayback Machine)
- Ellen DeGeneres na Imdb